# 線索
《線索》（英語：Clue）是一部1985年美國黑色喜劇推理片，改編自同名棋盤遊戲。該片由喬納森·林恩執導，與約翰·蘭迪斯共同編劇，群戲演员有艾琳·布伦南、蒂姆·克里、马德琳·卡恩、克里斯托弗·劳埃德、邁克爾·麥基恩、馬丁·馬爾、莱斯莉·安·沃伦和歌蓮·簡。
受棋盤遊戲本質的啟發，這部電影最初發行时有多種不同的結局，每個影院都會上映三種可能性之一。家庭媒體發布的內容则按順序呈現所有三個結局。這部電影最初獲得的評價褒貶不一，票房成績不佳，在美國的票房收入為1464萬美元，而預算為1500萬美元，但後來卻吸引了相當多的狂熱追隨者。

## 剧情
1954年，六名陌生人各自收到一份不祥的邀請函，來到一處僻靜的新英格蘭豪宅。他们中的大多数人都來自大都市華盛頓特區。在管家沃兹沃思和女僕伊薇特的迎接下，每位客人都取了一個化名以保密：马斯塔德上校、懷特夫人、皮科克夫人、格林先生、普拉姆教授和斯卡利特小姐。
不久，第七位客人到來，他是博迪先生，已經勒索其他人有一段時間了：皮科克夫人被指控為她的美國參議員丈夫收受賄賂，但她否認自己有任何不當行為，並聲稱她已经支付了勒索费用以掩盖醜聞；懷特夫人涉嫌殺害了她的核物理學家丈夫，但她声称自己否认有罪，並且無法承受將這些指控公之於眾的後果；普拉姆教授因與病人發生婚外情而被吊銷行醫執照；斯卡利特小姐在華盛頓特區毫不掩飾地經營著一家地下妓院；马斯塔德上校雖然最初被懷疑是斯卡利特小姐的客戶之一，但實際上是个發戰爭財的人，他在黑市上出售飛機零件，導致多人死亡；格林先生是同性戀，这个秘密一旦被发现，他将失去在国务院的工作。沃兹沃思告訴客人，警方已接到通知，將在大約45分鐘內到達。博迪先生威脅說，如果被捕，就會曝光他們所有人的秘密，但他給了他們每人一件武器——燭台给斯卡利特小姐、匕首给皮科克夫人、鉛管给格林先生、左輪手槍给普拉姆教授、繩子给懷特夫人、扳手给马斯塔德上校，並提议一人殺死沃兹沃思，他有前門的鑰匙，而且他死了就没有外人会知道他们的秘密了。博迪先生關了燈，大家听到了死亡的呻吟和一声枪响，當燈再次打開時，博迪先生看上去已經死了，但没有任何迹象表明他是怎么死的。
當客人們調查博迪的死因時，沃兹沃思向他們解釋說，他的妻子是由於博迪先生的勒索而自殺的，因為她拒絕說出哪些朋友是社會主義者，他只好假装是博迪的管家，把大家叫来录口供，再向警方检举博迪。众人懷疑廚師是凶手，但發現她也死了，是被匕首刺死的。从厨房回来后，大家发现博迪先生的屍體消失了，但很快又在洗手間裡發現了，他的頭部被燭台擊中，正在流血。沃兹沃思將武器鎖在櫃子裡。他正想把鑰匙扔出前門，这时一名车坏了的司機就來了，想借个电话打打，沃兹沃思趁机把他鎖在休息室裡。之后沃兹沃思將鑰匙扔出了前門。當客人們两人一组搜查豪宅時，一名身份不明的人燒毀了勒索證據，打開了櫥櫃，用扳手殺死了司机。马斯塔德上校和斯卡利特小姐找到一條秘密通道，走到底却发现回到了休息室，通道关闭后两人和司機的屍體一起被鎖在裡面，最后伊薇特用左輪手槍把門打開了。
一名正在調查遗弃车辆的警察過來借電話用，这时豪宅接到了联邦调查局局長埃德加·胡佛的電話，沃兹沃思獨自接聽了電話。成功引開警察的注意力後，客人們繼續搜查，突然又一個不明身份的人關掉了電源。伊薇特、警察，和断电时赶来的女唱歌电报员分別被繩子、鉛管和左輪手槍殺害。沃兹沃思和其他人在他重新接通電源後集结在一起，他說他知道兇手是誰。沃兹沃思重現了當晚的事件，解釋說其他五名受害者都是博迪先生的線人，每人都與其中一位客人有聯繫：廚師曾經是皮科克的廚師；警察被斯卡利特賄賂了；司機在二戰期間是马斯塔德的司机；伊薇特是斯卡利特的應召女郎之一，與懷特的丈夫有染；唱歌电报员就是與普拉姆教授有染的病人。一名傳道者按门铃打斷了聚會，但皮科克夫人關上了門，把他趕走了。沃兹沃思繼續解釋，提出了三種可能的結果之一。

### 结局甲
伊薇特按照斯卡利特小姐的命令，用匕首殺死了廚師，用斯卡利特小姐的燭台杀死了博迪先生，然後斯卡利特小姐又殺死了伊薇特和其他受害者。原来，斯卡利特打算拿客人们的秘密卖钱。斯卡利特準備向沃兹沃思開槍，沃兹沃思聲稱已經沒有子彈了，两人便為之前已經開了多少槍而爭吵，这时執法人員突襲房子，解除了斯卡利特的武裝。沃兹沃思問警察局長在哪裡，傳道者透露自己就是警察局長，並向聯邦調查局臥底特工沃兹沃思表示祝賀。沃兹沃思想要證明左輪手槍是空的，便按下扳机，但子弹射中了吊燈上的繩子，吊燈險些砸到马斯塔德上校。

### 结局乙
皮科克夫人殺害了所有受害者，以掩蓋她收受境外势力賄賂的事實。她用槍指著其他人，其他人允許她離開。在外面，她撞见了傳道者，原来他是臥底警察局長，带警察来逮捕了她。沃兹沃思是聯邦調查局臥底特工，被派来調查皮科克，他受到局長的祝賀，然後問是否有人願意吃水果或甜點。

### 结局丙
除了格林先生之外，在場的每個人都對至少一樁謀殺案負責。普拉姆教授向“博迪先生”开枪但没射中，後來在大廳裡用燭台砸死了他。皮科克夫人在廚房裡用匕首刺死了廚師。马斯塔德上校在休息室裡用扳手打死了司機。懷特夫人出於對伊薇特與丈夫有染的嫉恨，在台球室用繩子勒死了她，而懷特夫人的丈夫其实也是懷特夫人杀的。斯卡利特小姐用鉛管在圖書館裡打死了警察。格林先生被懷疑射殺了女唱歌電報员時，但他聲稱不是他幹的，左輪手槍不見了，现在枪在谁手里，人就是谁杀的。这时沃兹沃思掏出左輪手槍，聲稱是自己射殺了她，並透露自己才是真正的博迪先生。普拉姆教授問他杀的那个人到底是谁，博迪先生說那是他的管家，只是个無關緊要的牺牲品。这样處理掉暗中偵察的人和告密者後，博迪先生打算繼續敲詐客人们，突然格林先生拔出另一把左輪手槍殺死博迪先生，並透露他是聯邦調查局臥底特工，胡佛的電話是打給他的。他打開前門，請當局逮捕其他人。傳道者其实就是警察局長，他走进来詢問是誰幹的。其他客人開始互相指指點點，格林先生说他們都對各自杀害的人負有責任，但他隨後表示，“在大廳裡用左輪手槍”殺死博迪先生的人就是他。格林先生透露他一直是異性戀，並说他將回家和妻子一起睡覺。

## 演员
- 艾琳·布伦南 饰 皮科克夫人，被指控受賄的美國參議員的妻子。
- 蒂姆·克里 饰 沃兹沃思，曾為博迪先生工作的管家，正為妻子尋求伸张正義。在兩個結局中，他是聯邦調查局臥底特工。在第三個結局中，他其实是博迪先生。
- 马德琳·卡恩 饰 懷特夫人，核物理學家、魔術師和另外三個男人的遺孀。五人均死於可疑情況。
- 克里斯托弗·劳埃德 饰 普拉姆教授，曾是在世界卫生组织工作的精神病學家，名譽掃地。
- 邁克爾·麥基恩 饰 格林先生，國務院人士，也是未出櫃的同性戀。在一個結局中，他是聯邦調查局臥底特工。
- 馬丁·馬爾（英语：Martin Mull） 饰 马斯塔德上校，发战争财，有暗示是斯卡利特小姐服務的客戶。
- 莱斯莉·安·沃伦 饰 斯卡利特小姐，刁蛮的華盛頓特區老鸨。
- 歌蓮·簡（英语：Colleen Camp） 饰 伊薇特，性感的女僕，曾是斯卡利特小姐手下的應召女郎，也是懷特夫人的某任丈夫的情婦。
- 李·維（英语：Lee Ving） 饰 博迪先生，勒索着六位客人和沃兹沃思的妻子。在一个结局中，他其实是博迪先生的管家。
- 比爾·亨德森（英语：Bill Henderson (performer)） 饰 警察，未透露姓名，斯卡利特小姐一直在賄賂他。
- 珍·薇德琳（英语：Jane Wiedlin） 饰 女唱歌电报员，曾是普拉姆教授的病人，與他有染。
- 傑弗里·克萊默（英语：Jeffrey Kramer） 饰 司机，二戰期間是马斯塔德上校的司機。
- 凱莉·納凱賀拉（英语：Kellye Nakahara） 饰 廚師，曾是皮科克夫人前廚師。
- 哈沃德‧海斯曼（英语：Howard Hesseman） 饰 傳道者，未透露姓名的警察局長，在所有三個結局中都是假扮的（演員表未列出）。